# Dymniok
Dymniok – wzgórze o wysokości 337 m n.p.m. w południowej części miejscowości Nielepice w województwie małopolskim, w powiecie krakowskim, w gminie Zabierzów. Znajduje się na Garbie Tenczyńskim będącym jednym z makroregionów Wyżyny Krakowsko-Częstochowskiej. Od północy opada do Rowu Krzeszowickiego, od zachodu do wąwozu Pajoki, będącego jednym z odgałęzień Doliny Nielepickiej.  
Na północno-wschodnim zboczu wzgórza znajdują się Nielepickie Skały, a wśród nich najbardziej charakterystyczna Skała z Krzyżem. Jest to skałka wapienna o wysokości 15,6 m i 6 m rozpiętości ramion. Na jej szczycie jest metalowy krzyż, już piąty z kolei. Pierwszy został postawiony w 1874 r. i zniszczony od uderzenia pioruna. Drugi z kolei postawiono ok. 1901 r., trzeci z kolei wystawiono ok. 1913 r. Runął 12 listopada 1970 r. Czwarty krzyż stoi od 21 kwietnia 1971 r. Od lipca 2010 r. z uwagi na możliwość zawalenia, został zastąpiony nowym, piątym już z kolei. W skale zamontowana jest płaskorzeźba drogi krzyżowej, pierwsza pękła zaraz po jej zamontowaniu.
Przez wzgórze Dymniok prowadzą dwa szlaki turystyczne.

## Szlaki turystyczne
Szlak spacerowo – edukacyjny wokół Nielepic: Nielepice, centrum – okopy z 1944 r. – kamieniołom wapienia Nielepice – Bukowa Góra – Dębowa Góra – Jaskinia przy Kamyku (Jaskinia Pańskie Kąty) – Pajoki – Dymniok – Nielepice. Jest to zamknięta pętla o długości około 8 km
: Nielepice-centrum – Dymniok – Brzoskwinia

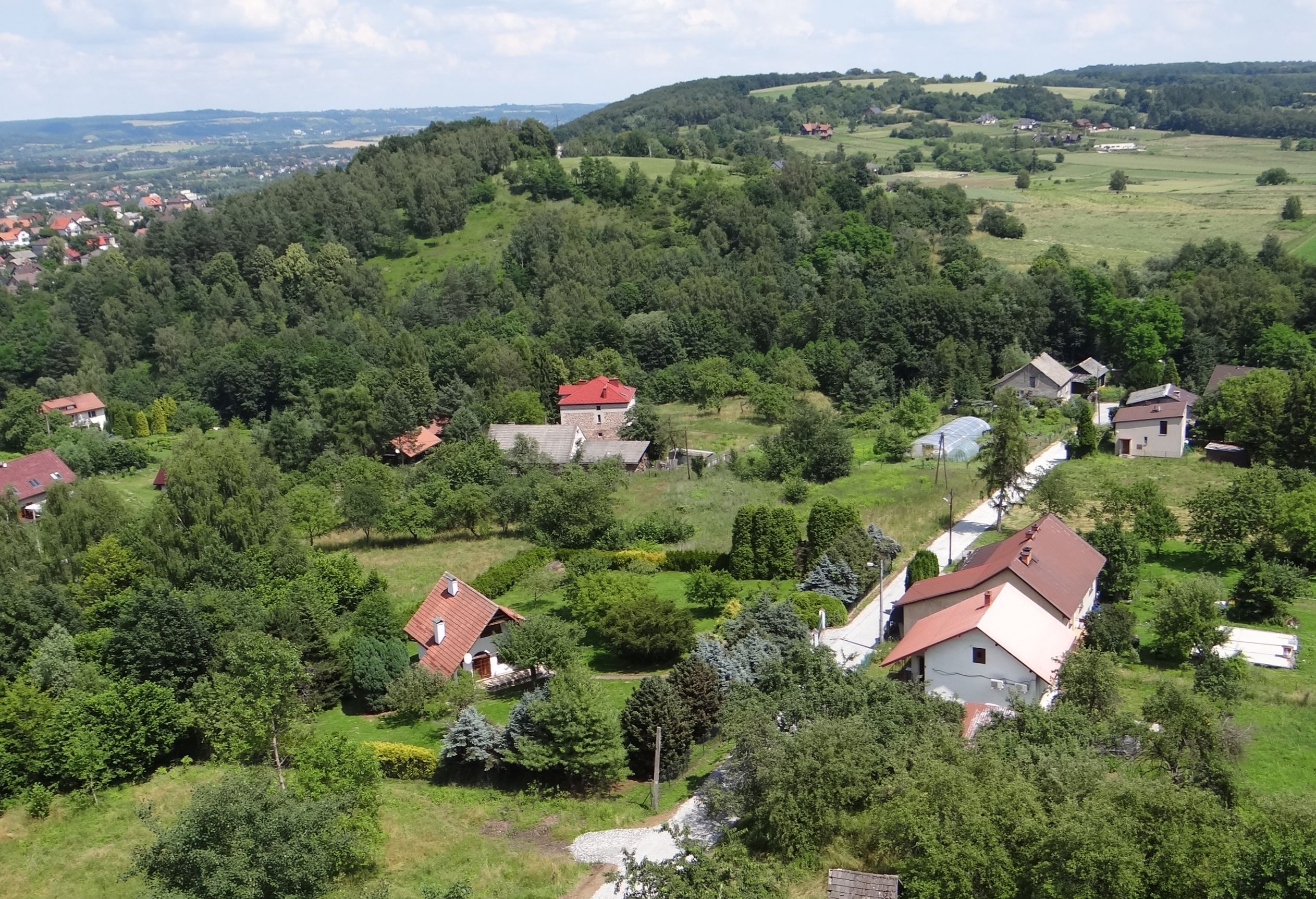
Widok na Dymniok ze Skały na Dębowej Górze